# Gelmini (cognome)
Gelmini (d͡ʒel'miːni) è un cognome di lingua italiana.

Zona di diffusione del cognome Gelmini

Tipico del Norditalia, come le sue varianti deriva probabilmente dal nome Guglielmo.

## Varianti
Gelmetti, Gelmi, Gelmo, Germo, Germi, Germini, Gilmozzi, Guelmi, Vielmetti.
Nel 1867 vengono individuate, come varianti del cognome all'interno del territorio del Tirolo di lingua italiana (cioè del Trentino), anche Willi, Villi, Villotti e Devilli.

## Origine e diffusione

Stemma dei Gelmini di Salorno: croce di Sant'Andrea di oro su rosso - Pavone in maestà con coda a ruota al naturale su terrazzo di verde su azzurro

Il cognome Gelmini e le sue varianti derivano probabilmente dal nome proprio di persona medievale Gelmino, diminutivo di Gelmo, forma accorciata di Guglielmo (o delle sue forme più antiche, come Guiligelmo, Wiligelmo, Viligelmo, comparse in Italia nel IX secolo), a loro volta derivate dal germanico Wilhelm o Willahelm che sarebbe un composto di wilja (volontà/desiderio/impegno) e helma (elmo/copricapo) in alto tedesco antico.
In Europa molti cognomi condividono la stessa origine.
Cognome delle Valli Giudicarie, è specifico delle province di Brescia, Bergamo, Milano, del basso Trentino e della sponda Veronese del Lago di Garda. Un'altra zona di diffusione comprende le province di Parma, Reggio Emilia e Modena.

## Storia e araldica
Nell'Archivio Storico Araldico Italiano è presente una famiglia Gelmini e una famiglia Guelmi del Trentino decorate con il titolo di nobile. I Gelmini von Kreutzhof sono citati tra le famiglie nobili austriache.
In alcuni documenti del XII secolo a Braone, in Val Camonica, compare il cognome Gelmini.
Nel XVI secolo, è documentata la presenza di Gelmini nella Valle di Saviore e a Salò.
Il 15 giugno 1595 il duca di Mantova, Vincenzo I Gonzaga, accordava la libertà al prigioniero Antonio Gelmini di Castellucchio, bombardiere.
Nel 1619, a Mulazzano, nel Lodigiano, Giovanni Gelmini scrisse un libro di dediche e lodi per monsignore Michelangelo Seghizzi.

Marca della Tipografia Gelmini: aquila avvinghiata dalle spire di un serpente

Nel 1890, Max von Gelmini zu Kreuzhof fu uno dei principali fondatori della Cassa Rurale di Salorno, la Raiffeisen Landesbank Sempre a Salorno, nell'autunno del 1929, durante il soffocamento fascista delle lingue minori presenti in Italia, Berta von Gelmini fu una delle promotrici delle scuole clandestine di lingua tedesca, le katakombenschule.
Tra i proprietari dei castelli di Gromo (XIX secolo), in Val Seriana, e di Urgnano, nel Bergamasco, vengono elencate due famiglie Gelmini.

### Tipografia
Il 6 marzo 1584, attraverso un documento, venne creata la prima produzione di testi stampati permanente a Trento, affidata ai fratelli Giacomo (che morì nel 1591 a causa di un'epidemia di peste) e Giovanni Battista Gelmini (già presenti in città dal 1582 su richiesta di Ludovico Madruzzo), provenienti da Sabbio Chiese in Valle Sabbia, i quali lavorarono per circa 15 anni in una situazione di monopolio e sotto il controllo del vescovo.
L'attività andò avanti fino al 1619 grazie al figlio di Giovanni Battista, Giovanni Maria. La produzione conta una trentina di libri marchiati da una simbolo con un'aquila legata da un serpente. Gran parte delle opere sono conservate nella Biblioteca comunale di Trento.
Il 14 gennaio 1627 Maddalena Gelmini, vedova di Giovanni Maria Gelmini, vendette a Santo Zanetti e Antonio Marchi l'attrezzatura della tipografia.

### Spedizioni fluviali
In un documento del 1787 a Borgo Sacco, in Trentino, troviamo scritto:
Noi della Magnifica Comunità di Sacco pubblici Rappresentanti facciamo indubitata fede, che la Famiglia delli Sig. Francesco, Giampietro Fratelli Gelmini è non solo Concittadina di questa nostra Comunità da più di 160 anni, ma che inoltre si è sempre mantenuta, come fa al presente, civilmente e decorosamente, sempre integrate nel Negozio delle Spedizioni, essendo anzi una delle 9 Feudatarie che sussistono al presente, ed in segno di tal verità corroboriamo le presenti colle rispettive nostre soscrizioni ed apposizione del pubblico suggello.
In Fede.
Dato in Sacco il 20 novembre 1787»
I due fratelli ottennero quindi la nobiltà e l'aggiunta del nome von Kreutzhof dall'imperatore Giuseppe II d'Asburgo-Lorena grazie al trasporto fluviale.

## Persone
- Domenico Maria Gelmini (1807–1888), vescovo italiano
- Oreste Gelmini (1912–2005), politico e partigiano italiano
- Pierino Gelmini (1925–2014), ex-sacerdote italiano
- Angelo Gelmini, meglio noto come Padre Eligio (1931), presbitero italiano
- Hortense von Gelmini (1947), artista italiana
- Mariastella Gelmini (1973), politica ed ex ministro dell'istruzione, università e ricerca italiana del IV Governo Berlusconi
- Florian de Gelmini (1976), compositore tedesco
- Caspar de Gelmini (1980), compositore tedesco
- Marcos Paulo Gelmini Gomes (1988), calciatore brasiliano

## Onorificenze
Nove Gelmini hanno ricevuto onorificenze della Repubblica Italiana:
- Gianluigi — Ufficiale Ordine al merito della Repubblica Italiana (27 dicembre 1994)[29]
- Pietro — Commendatore Ordine al merito della Repubblica Italiana (2 giugno 1996)[30]
- Oreste — Commendatore Ordine al merito della Repubblica Italiana (2 giugno 1998)[31]
- Pietro — Grande Ufficiale Ordine al merito della Repubblica Italiana (19 novembre 2003)[32]
- Gino — Cavaliere Ordine al merito della Repubblica Italiana (27 dicembre 2004)[33]
- Eligio — Medaglia d'oro al merito della sanità pubblica (1º marzo 2005)[34]
- Luigi — Cavaliere Ordine al merito della Repubblica Italiana (2 giugno 2005)[35]
- Adriana — Cavaliere Ordine al merito della Repubblica Italiana (2 giugno 2007)[36]
- Diego — Ufficiale Ordine al merito della Repubblica Italiana (2 giugno 2011)[37]
- Massimo — Cavaliere Ordine al merito della Repubblica Italiana (27 dicembre 2020)[38]